# Saison 2001 de la Ligue canadienne de football
Chronologie
Saison précédente Saison suivante
2001 est la 44e saison de la Ligue canadienne de football et la 118e saison depuis la fondation de la Canadian Rugby Football Union en 1884.

## Événements
La ville d'Ottawa obtient une nouvelle franchise de la LCF. La nouvelle équipe, appelée les Renegades, commencera à jouer en 2002.

## Classements
| Clt   | Équipe                   | PJ | V  | D  | N | DP | BP  | BC  | Pts |
| ----- | ------------------------ | -- | -- | -- | - | -- | --- | --- | --- |
| +001, | Blue Bombers de Winnipeg | 18 | 14 | 4  | 0 | 0  | 509 | 383 | 28  |
| +002, | Tiger-Cats de Hamilton   | 18 | 11 | 7  | 0 | 0  | 440 | 420 | 22  |
| +003, | Alouettes de Montréal    | 18 | 9  | 9  | 0 | 0  | 454 | 419 | 18  |
| +004, | Argonauts de Toronto     | 18 | 7  | 11 | 0 | 1  | 432 | 455 | 15  |

| Clt   | Équipe                           | PJ | V | D  | N | DP | BP  | BC  | Pts |
| ----- | -------------------------------- | -- | - | -- | - | -- | --- | --- | --- |
| +001, | Eskimos d'Edmonton               | 18 | 9 | 9  | 0 | 1  | 439 | 463 | 19  |
| +002, | Stampeders de Calgary            | 18 | 8 | 10 | 0 | 1  | 478 | 476 | 17  |
| +003, | Lions de la Colombie-Britannique | 18 | 8 | 10 | 0 | 0  | 417 | 445 | 16  |
| +004, | Roughriders de la Saskatchewan   | 18 | 6 | 12 | 0 | 0  | 308 | 416 | 12  |

## Séries éliminatoires

### Demi-finale de la division Ouest
- 11 novembre : Lions de la Colombie-Britannique 19 - Stampeders de Calgary 28

### Finale de la division Ouest
- 18 novembre : Stampeders de Calgary 34 - Eskimos d'Edmonton 16

### Demi-finale de la division Est
- 11 novembre : Alouettes de Montréal 12 - Tiger-Cats de Hamilton 24

### Finale de la division Est
- 18 novembre : Tiger-Cats de Hamilton 13 - Blue Bombers de Winnipeg 28

### 89ecoupe Grey
- 25 novembre : Les Stampeders de Calgary gagnent 27-19 contre les Blue Bombers de Winnipeg au Stade olympique à Montréal (Québec).

## Honneurs individuels
- Joueur par excellence : Khari Jones (QA), Blue Bombers de Winnipeg
- Joueur défensif par excellence : Joe Montford (en) (AD), Tiger-Cats de Hamilton
- Joueur de ligne offensive par excellence :  Dave Mudge (en) (BL), Blue Bombers de Winnipeg
- Joueur canadien par excellence : Doug Brown (en) (PD), Blue Bombers de Winnipeg
- Recrue par excellence : Barrin Simpson (en) (SEC), Lions de la Colombie-Britannique
- Joueur des unités spéciales par excellence :  Charles Roberts (en) (SRB), Blue Bombers de Winnipeg